# هوانغ جونغ مين
هوانغ جونغ مين (بالكورية: 황정민)‏ هو ممثل كوري جنوبي، ولد في 1 سبتمبر 1970 في كوريا الجنوبية. حصل على عدة جوائز منها جائزة البايكسانغ للفنون في فئة أفضل ممثل عن فيلم 12.12: اليوم.

## الأعمال

### أفلام
| السنة | العنوان             | الدور                    |
| ----- | ------------------- | ------------------------ |
| 1999  | شيري                | وكيل فريق التحقيق الخاص  |
| 2005  | حياة حلوة ومرة      | بايك داي سيك             |
| 2006  | عبر السياج          | ار جي (تمثيل صوتي)       |
| 2013  | عالم جديد           | جونغ تشونغ               |
| 2014  | قصيدة إلى أبي       | يون دوك سو               |
| 2015  | مخضرم               | سيو دو تشول              |
| 2016  | المدعي العنيف       | بيون جاي ووك             |
| 2016  | المبكى              | إيل-غوانغ                |
| 2016  | أسورا: مدينة الجنون | بارك سونغ باي            |
| 2017  | جزيرة البارجة       | لي كانغ أوك              |
| 2018  | الجاسوس يتوجه شمالا | بارك سوك يونغ            |
| 2022  | مطاردة              | الملازم لي (دور الكاميو) |
| 2023  | مساومة              | جونغ جاي هو              |
| 2023  | 12.12: اليوم        | تشون دو-غوانغ            |

### مسلسلات
| السنة | العنوان        | الدور        |
| ----- | -------------- | ------------ |
| 2020  | اصمت           | هان جون هيوك |
| 2022  | قديسو المخدرات | جون يو هوان  |

## روابط  خارجية
- هوانغ جونغ مين على موقع IMDb (الإنجليزية)
- هوانغ جونغ مين على موقع روتن توميتوز (الإنجليزية)
- هوانغ جونغ مين على موقع ألو سيني (الفرنسية)
- هوانغ جونغ مين على موقع ميوزك برينز (الإنجليزية)
- هوانغ جونغ مين على موقع أول موفي (الإنجليزية)
- هوانغ جونغ مين على موقع قاعدة بيانات الأفلام السويدية (السويدية)
- هوانغ جونغ مين على موقع قاعدة بيانات الفيلم (الإنجليزية)
- هوانغ جونغ مين على موقع ليتربوكسد (الإنجليزية)
- هوانغ جونغ مين على موقع كينوبويسك (الروسية)